# Pat Andrea
Pat Andrea (La Haia, 25 de juny de 1942) és un artista neerlandès.
Neix a la Haia (Països Baixos) el 1942, en plena Segona Guerra Mundial. És fill del pintor Kees Andrea i de la il·lustradora Metti Naezer i descendent de tres generacions de pintors i litògrafs.
Estudia Belles Arts a la Haia (1960-1965) i l'influeix el realisme subjectiu del seu mestre preferit Westerik. Arriba a Buenos Aires l'any 1976 en mal moment, just l'endemà del cop militar de Jorge Rafael Videla. Posteriorment, la capital argentina serà una de les seves residències alternatives, juntament amb La Haia i, sobretot, París.
És seleccionat per Jean Clair en l'exposició “Nouvelle Subjectivité” (París, Brussel·les) juntament amb Hockney, Kitaj i altres pintors figuratius (1976-1979). Col·labora, l'any 1979, amb l'escriptor Julio Cortázar en el llibre La puñalada/ El tango de la vuelta. Un any després, comença a consolidar el seu estil, singular, extremat, subjectiu, metarealista, que significa una renovació de la pintura figurativa.
Ja l'any 2000 la seva obra és a museus d'art contemporani, com ells el MoMA (Nova York), el Centre Georges Pompidou (París), la Fondation Maeght (Saint-Paul-de-Vence), el Haags Gemeentemuseum (La Haia), el Stedelijk Museum (Amsterdam) i el Museo Nacional de Bellas Artes de Buenos Aires. Publica el llibre en dos volums Alice au Pays des Merveilles i De l'autre côté du Miroir (Diane de Selliers Éditeur, 2006, París).
Entre el 2007-2009 exposa la seva sèrie de quadres inspirats en Alícia en museus i centres d'art a França, Grècia i Holanda.
Funda el moviment Het nieuwe verhaal (figuració de l'imaginari). A la galeria Víctor Saavedra (Barcelona) exposa amb la seva dona, Cristina Ruiz Guinazu, i el seu fill Mateo Andrea, també pintors.